# Спекуляция (философия)
Спекуля́ция (от нем. Spekulation ← лат. speculatio «выслеживание, высматривание») — в философии это отвлечённое рассуждение, тип теоретического знания, которое выводится без обращения к опыту («спекулятивное суждение»).
Спекулировать (о чём-либо, по какому-либо поводу, на какую-либо тему) — отвлечённо рассуждать; отсюда спекулятивный в значении «умозрительный».
В классической философской литературе понятие «спекуляция» часто встречается также в паре с другими понятиями, например:
- «схоластическая спекуляция» (Ф. Бэкон)
- «метафизическая спекуляция» (И. Кант. «Критика чистого разума»)
- «спекуляция и эмпирия», «задачи спекуляции» (Г. Ф. Гегель. «Философия религии»)
- «спекуляция о мире» (К. Поппер)

В современной политологии также часто употребляется понятие «политические спекуляции».